# 6456 Golombek
6456 Golombek è un asteroide near-Earth. Scoperto nel 1992, presenta un'orbita caratterizzata da un semiasse maggiore pari a 2,1939901 UA e da un'eccentricità di 0,4077887, inclinata di 8,20735° rispetto all'eclittica.